# Denis Carey
Denis Carey (* 6. August 1872 in Kilfinane, County Limerick; † 1. März 1947) war ein irischer Hammerwerfer.
1893 wurde er britischer Meister. Bei den Olympischen Spielen 1912 in Stockholm wurde er, für das Vereinigte Königreich von Großbritannien und Irland startend, Sechster.
Sein Cousin John Flanagan war dreifacher Olympiasieger im Hammerwurf.